# 中国评论 (1872年)

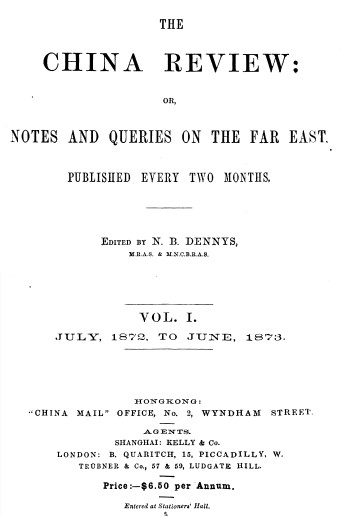
《中国评论》第一期

《中国评论》（The China Review or Notes and Queries on the Far East），又称为《远东释疑报》，是一份1872年7月创刊于香港的英文期刊。

## 特点
1872年7月创刊，欧德理担任首任编辑，主要向欧洲介绍中国的文学、宗教与文化。1901年6月号（第25卷第6期）刊出之后停刊，该刊共25卷，每卷6期，共150期。由于其在宗教文化上的分析较为前沿与深入，它在西方汉学发展过程中具有重要的历史地位。